# Giải vô địch bóng đá trong nhà ASEAN
Giải vô địch bóng đá trong nhà Đông Nam Á (tiếng Anh: AFF Futsal Championship) là giải bóng đá giữa các đội tuyển bóng đá trong nhà các quốc gia Đông Nam Á do Liên đoàn bóng đá Đông Nam Á (AFF) tổ chức. Giải đấu được tổ chức lần đầu tiên vào năm 2001 diễn ra hai năm một lần cho đến năm 2005, kể từ đó đến nay, giải diễn ra hàng năm. Kể từ năm 2024, giải đấu được đổi tên thành Giải vô địch bóng đá trong nhà ASEAN (tiếng Anh: ASEAN Futsal Championship).
Trong thời gian từ 2013 đến 2022, các giải diễn ra vào năm lẻ (riêng giải năm 2021 được thay bằng giải năm 2022) đồng thời là vòng loại Cúp bóng đá trong nhà châu Á dành cho các đội tuyển futsal khu vực Đông Nam Á.

## Vòng loại World Cup khu vực châu Á
| Hạng | Quốc gia | Vượt qua vòng loại                 | Số suất vé |
| ---- | -------- | ---------------------------------- | ---------- |
| 1    | Thái Lan | 2000, 2004, 2008, 2012, 2016, 2021 | 6          |
| 2    | Úc       | 2012, 2016                         | 2 + (5)**  |
| 3    | Việt Nam | 2016, 2021                         | 2          |
| 4    | Malaysia | 1996                               | 1          |

Ghi chú: 
- Úc gia nhập Giải vô địch bóng đá trong nhà Đông Nam Á năm 2007
  - Giải vô địch bóng đá trong nhà thế giới (1989, 1992, 1996, 2000, 2004) Úc gia nhập được vượt qua vòng loại bởi khu vực châu Đại Dương**

## Các trận chung kết và trận tranh hạng ba
| Năm           | Chủ nhà   | | Chung kết                                                                                              | Chung kết                                                                                              | Chung kết                                                                                              | | Tranh hạng ba                                                                                          | Tranh hạng ba                                                                                          | Tranh hạng ba |
| Năm           | Chủ nhà   | Vô địch                                                                                                | Tỷ số                                                                                                  | Á quân                                                                                                 | Hạng ba                                                                                                | Tỷ số                                                                                                  | Hạng tư                                                                                                | |               |
| ------------- | --------- | --- | --- | --- | --- | --- | --- | --- | ------------- |
| 2001 Chi tiết | Malaysia  | · Thái Lan                                                                                             | 12–1                                                                                                   | · Singapore                                                                                            | · Malaysia                                                                                             | Không play-off                                                                                         | · Brunei                                                                                               | |               |
| 2003 Chi tiết | Malaysia  | · Thái Lan                                                                                             | 4–0 | · Malaysia                                                                                             | · Indonesia                                                                                            | 5–3 | · Campuchia                                                                                            | |               |
| 2005 Chi tiết | Thái Lan  | · Thái Lan                                                                                             | 5–1 | · Malaysia                                                                                             | · Indonesia                                                                                            | 7–1 | · Brunei                                                                                               | |               |
| 2006 Chi tiết | Thái Lan  | · Thái Lan                                                                                             | 10–3                                                                                                   | · Indonesia                                                                                            | · Myanmar                                                                                              | 10–2                                                                                                   | · Campuchia                                                                                            | |               |
| 2007 Chi tiết | Thái Lan  | · Thái Lan                                                                                             | 7–1 | · Úc                                                                                                   | · Malaysia                                                                                             | 6−6 (h.p.) (3–1 ph.đ.)                                                                                 | · Việt Nam                                                                                             | |               |
| 2008 Chi tiết | Thái Lan  | · Thái Lan                                                                                             | 5–1 | · Indonesia                                                                                            | · Malaysia                                                                                             | 8–2 | · Brunei                                                                                               | |               |
| 2009 Chi tiết | Việt Nam  | · Thái Lan                                                                                             | 4–1 | · Việt Nam                                                                                             | · Indonesia                                                                                            | 4–3 | · Philippines                                                                                          | |               |
| 2010 Chi tiết | Việt Nam  | · Indonesia                                                                                            | 5–0 | · Malaysia                                                                                             | · Việt Nam                                                                                             | Không play-off                                                                                         | · Philippines                                                                                          | |               |
| 2011          | Indonesia | Đã hủy bỏ                                                                                              | Đã hủy bỏ                                                                                              | Đã hủy bỏ                                                                                              | Đã hủy bỏ                                                                                              | Đã hủy bỏ                                                                                              | Đã hủy bỏ                                                                                              | |               |
| 2012 Chi tiết | Thái Lan  | · Thái Lan                                                                                             | 9–4 | · Việt Nam                                                                                             | · Indonesia                                                                                            | 4–2 | · Malaysia                                                                                             | |               |
| 2013 Chi tiết | Thái Lan  | · Thái Lan                                                                                             | 2–1 | · Úc                                                                                                   | · Việt Nam                                                                                             | 7–3 | · Indonesia                                                                                            | |               |
| 2014 Chi tiết | Malaysia  | · Thái Lan                                                                                             | 6–0 | · Úc                                                                                                   | · Việt Nam                                                                                             | 2–2 (h.p.) (5–3 ph.đ.)                                                                                 | · Indonesia                                                                                            | |               |
| 2015 Chi tiết | Thái Lan  | · Thái Lan                                                                                             | 5–3 | · Úc                                                                                                   | · Malaysia                                                                                             | 6–5 | · Việt Nam                                                                                             | |               |
| 2016 Chi tiết | Thái Lan  | · Thái Lan                                                                                             | 8−1 | · Myanmar                                                                                              | · Malaysia                                                                                             | 8−1 | · Đông Timor                                                                                           | |               |
| 2017 Chi tiết | Việt Nam  | · Thái Lan                                                                                             | 4−3 (h.p.)                                                                                             | · Malaysia                                                                                             | · Myanmar                                                                                              | 2–2 (4–3 ph.đ.)                                                                                        | · Việt Nam                                                                                             | |               |
| 2018 Chi tiết | Indonesia | · Thái Lan                                                                                             | 4−2 | · Malaysia                                                                                             | · Indonesia                                                                                            | 3−1 | · Việt Nam                                                                                             | |               |
| 2019 Chi tiết | Việt Nam  | · Thái Lan                                                                                             | 5−0 | · Indonesia                                                                                            | · Việt Nam                                                                                             | 7−3 | · Myanmar                                                                                              | |               |
| 2020 Chi tiết | Thái Lan  | Hủy bỏ vì đại dịch COVID-19                                                                            | Hủy bỏ vì đại dịch COVID-19                                                                            | Hủy bỏ vì đại dịch COVID-19                                                                            | Hủy bỏ vì đại dịch COVID-19                                                                            | Hủy bỏ vì đại dịch COVID-19                                                                            | Hủy bỏ vì đại dịch COVID-19                                                                            | Hủy bỏ vì đại dịch COVID-19                                                                            |               |
| 2021 Chi tiết | Thái Lan  | Hủy bỏ sau khi Thái Lan bị tước quyền đăng cai giải đấu bởi Cơ quan phòng chống doping thế giới (WADA) | Hủy bỏ sau khi Thái Lan bị tước quyền đăng cai giải đấu bởi Cơ quan phòng chống doping thế giới (WADA) | Hủy bỏ sau khi Thái Lan bị tước quyền đăng cai giải đấu bởi Cơ quan phòng chống doping thế giới (WADA) | Hủy bỏ sau khi Thái Lan bị tước quyền đăng cai giải đấu bởi Cơ quan phòng chống doping thế giới (WADA) | Hủy bỏ sau khi Thái Lan bị tước quyền đăng cai giải đấu bởi Cơ quan phòng chống doping thế giới (WADA) | Hủy bỏ sau khi Thái Lan bị tước quyền đăng cai giải đấu bởi Cơ quan phòng chống doping thế giới (WADA) | Hủy bỏ sau khi Thái Lan bị tước quyền đăng cai giải đấu bởi Cơ quan phòng chống doping thế giới (WADA) |               |
| 2022 Chi tiết | Thái Lan  | · Thái Lan                                                                                             | 2−2 (s.h.p.) 5–3 (p)                                                                                   | · Indonesia                                                                                            | | · Việt Nam                                                                                             | 1−1 4–1 (p)                                                                                            | · Myanmar                                                                                              |               |
| 2024 Chi tiết | Thái Lan  | | · Indonesia                                                                                            | 2−0 | · Việt Nam                                                                                             | | · Thái Lan                                                                                             | 4−0 | · Úc          |

(*) Tổ chức vào đầu năm 2017

## Bảng xếp hạng
| Hạng | Đội tuyển   | Vô địch | Á quân                            | Hạng ba                           | Hạng tư                     |
| ---- | ----------- | --- | --------------------------------- | --------------------------------- | --------------------------- |
| 1    | Thái Lan    | 16 (2001, 2003, 2005*, 2006*, 2007*, 2008*, 2009, 2012*, 2013*, 2014, 2015*, 2016*, 2017, 2018, 2019, 2022*) |                                   | 1 (2024*)                         |                             |
| 2    | Indonesia   | 2 (2010, 2024)                                                                                               | 4 (2006, 2008, 2019, 2022)        | 5 (2003, 2005, 2009, 2012, 2018*) | 2 (2013, 2014)              |
| 3    | Malaysia    | | 4 (2003*, 2005, 2010, 2017, 2018) | 5 (2001*, 2007, 2008, 2015, 2016) | 1 (2012)                    |
| 4    | Úc          | | 4 (2007, 2013, 2014, 2015)        |                                   | 1 (2024)                    |
| 5    | Việt Nam    | | 3 (2009*, 2012, 2024)             | 5 (2010*, 2013, 2014,2019*, 2022) | 4 (2007, 2015, 2017*, 2018) |
| 6    | Myanmar     | | 1 (2016)                          | 2 (2006, 2017)                    | 2 (2019, 2022)              |
| 7    | Singapore   | | 1 (2001)                          |                                   |                             |
| 8    | Brunei      | |                                   |                                   | 3 (2001, 2005, 2008)        |
| 9    | Campuchia   | |                                   |                                   | 2 (2003, 2006)              |
| 10   | Philippines | |                                   |                                   | 2 (2009, 2010)              |
| 11   | Đông Timor  | |                                   |                                   | 1 (2016)                    |

* = chủ nhà

## Thành tích của các đội tuyển
Tính đến 2017
Chú giải
- 1st – Vô địch
- 2nd – Á quân
- 3rd – Hạng ba
- 4th – Hạng tư
- DNP = Không tham dự
- GS = Vòng bảng
- N/A = Không phải là một thành viên AFF
- – Chủ nhà

| Đội tuyển   | 2001 | 2003 | 2005 | 2006 | 2007 | 2008 | 2009 | 2010 | 2012 | 2013 | 2014 | 2015 | 2016 | 2017 | 2018 |
| ----------- | ---- | ---- | ---- | ---- | ---- | ---- | ---- | ---- | ---- | ---- | ---- | ---- | ---- | ---- | ---- |
| Úc          | N/A  | N/A  | N/A  | DNP  | 2nd  | DNP  | DNP  | DNP  | DNP  | 2nd  | 2nd  | 2nd  | DNP  | DNP  |      |
| Brunei      | 4th  | GS   | 4th  | GS   | GS   | 4th  | DNP  | DNP  | GS   | GS   | GS   | GS   | GS   | GS   |      |
| Campuchia   | DNP  | 4th  | DNP  | 4th  | DNP  | DNP  | DNP  | DNP  | GS   | DNP  | DNP  | DNP  | DNP  | DNP  |      |
| Indonesia   | DNP  | 3rd  | 3rd  | 2nd  | GS   | 2nd  | 3rd  | 1st  | 3rd  | 4th  | 4th  | DNP  | GS   | GS   |      |
| Lào         | DNP  | DNP  | DNP  | DNP  | DNP  | GS   | DNP  | DNP  | GS   | GS   | GS   | GS   | GS   | GS   |      |
| Malaysia    | 3rd  | 2nd  | 2nd  | GS   | 3rd  | 3rd  | GS   | 2nd  | 4th  | GS   | GS   | 3rd  | 3rd  | 2nd  |      |
| Myanmar     | DNP  | DNP  | DNP  | 3rd  | GS   | GS   | GS   | GS   | GS   | GS   | GS   | GS   | 2nd  | 3rd  |      |
| Philippines | GS   | GS   | GS   | DNP  | GS   | GS   | 4th  | 4th  | GS   | GS   | GS   | GS   | DNP  | GS   |      |
| Singapore   | 2nd  | DNP  | DNP  | DNP  | DNP  | DNP  | DNP  | DNP  | DNP  | DNP  | DNP  | GS   | DNP  | DNP  |      |
| Thái Lan    | 1st  | 1st  | 1st  | 1st  | 1st  | 1st  | 1st  | DNP  | 1st  | 1st  | 1st  | 1st  | 1st  | 1st  |      |
| Đông Timor  | N/A  | N/A  | DNP  | DNP  | DNP  | DNP  | GS   | DNP  | GS   | GS   | GS   | GS   | 4th  | GS   |      |
| Việt Nam    | DNP  | DNP  | GS   | GS   | 4th  | GS   | 2nd  | 3rd  | 2nd  | 3rd  | 3rd  | 4th  | DNP  | 4th  |      |

### Bảng tổng điểm
Tính đến kết thúc bán kết năm 2017.
| Đội tuyển   | Số lần | St | T  | H | B  | BT  | BB  | HS   | Đ   |
| ----------- | ------ | -- | -- | - | -- | --- | --- | ---- | --- |
| Thái Lan    | 13     | 68 | 66 | 0 | 2  | 658 | 108 | +550 | 201 |
| Indonesia   | 12     | 59 | 37 | 2 | 20 | 327 | 172 | +155 | 113 |
| Malaysia    | 14     | 60 | 32 | 3 | 25 | 246 | 207 | +39  | 99  |
| Việt Nam    | 11     | 54 | 28 | 3 | 23 | 295 | 182 | +113 | 87  |
| Úc          | 4      | 23 | 18 | 0 | 5  | 133 | 49  | +84  | 54  |
| Myanmar     | 11     | 38 | 15 | 0 | 21 | 188 | 176 | +12  | 45  |
| Brunei      | 12     | 40 | 8  | 1 | 31 | 103 | 318 | -215 | 25  |
| Philippines | 12     | 41 | 6  | 1 | 34 | 90  | 317 | -227 | 19  |
| Campuchia   | 3      | 15 | 4  | 0 | 11 | 57  | 104 | -47  | 12  |
| Lào         | 6      | 14 | 3  | 1 | 10 | 37  | 123 | -86  | 10  |
| Đông Timor  | 7      | 20 | 3  | 1 | 16 | 45  | 196 | -151 | 10  |
| Singapore   | 2      | 8  | 2  | 0 | 6  | 21  | 35  | -13  | 6   |

Nguồn: